# Влес (з Влес-Книги)
Влес (з Влес-Книги) має риси, які суттєво відрізняють його від близького за іменем бога Велеса (відомого з міфології слов'ян та Київської Русі, з народної традиції України та Росії). Адже «Велеса» зазвичай трактують як «бога худоби» (хоча в «Слові о полку Ігоревім» є поняття «онук Велеса», яким названо великого поета-барда Бояна). «Влес у Влес-Книзі» не має риси «бог худоби», а є богом :

- який навчив слов'ян-русів «орати землю та бути землетрудичами» (Влес-Книга[1], 4Б);
- який навчав нарід усім ремеслам та заповідям моралі: «ходити прямо, ніколи ж криво» (Влес-Книга[1], 6В).

## Кельтські зв'язки «Влеса з Влес-Книги»
Риси «Влеса з Влес-Книги» є близькими до рис кельтського бога з іменами «Беленус [Архівовано 12 травня 2012 у Wayback Machine.], Лугус [Архівовано 19 травня 2011 у Wayback Machine.], Луг» (ірландський Луг, бриттський Лугус, галльський Беленус); з ними віддалено-споріднений скандинавський бог «Локі». А саме :
1) Головною рисою Влеса є «вчитель землеробства, ремесел, моралі, звичаїв» (Влес-Книга, 20, 8(2)). Аналогічно, головна риса Луга-Лугуса це «вчитель усіх наук та ремесел». Стосовно Луга «енциклопедія Британіка» дає визначення: «Головний бог кельтської релігії».

2) Ймення «Луг» (англ. «Lug») має в англійській мові єдиний переклад — «волочіння». Аналогічно ймення «Влес» (який є богом, насамперед, землеробства) однокорінне з «ВОЛОЧити», староруське «ВЛАЧити». «Волочіння» — це різновид робіт з обробки землі навесні (влачили плуг, борону), під час сівби.
3) Влес є «богом книги», а Луг як «вчитель» теж пов'язаний з книгами. Також тема «великої книги» існує в кельтській традиції: мудрець «Блез» (вчитель найбільшого мудреця Мерліна) пише «легенду про короля Артура, яка стане на усі віки найбільш улюбленною книгою у світі».
4) Риса «хитромудрість; винахідливість» є головною у декількох європейських богів-героїв, які мають «імена, які можна зв'язати з Влес» :
- «Беленус, Луг, Лугус» — кельтські «боги, знатоки усіх ремесел». Луг, зокрема, є лідером «лепреконів» (гномів, які дарують «мідні казани з золотом»);
- «Локі» — скандинавський бог-винахідник, головний «злий бог» пантеону;
- «Влісс, Улісс» — це латинське ймення «хитромудрого Одіссея»;
- «Влес» — бог-вчитель з Влес-Книги.

5) У Влеса є така специфічна риса, яка настільки рідко зустрічається, що здатна наче «маркером» позначити певного бога — це риса «бог (сузір'я) Молочний шлях» (укр. «Чумацький шлях»):
- у Влес-Книзі є розповідь як «Влес йде вночі по молоку небесному, а на світанку доходить до врат» (Влес-Книга, 8(2));
- сузір'я «Молочний шлях» кельти називали «ланцюг Луга»[5][2]; й докладно розповідали про цю рису.

## Київо-руський Велес— бог волхвів
«Влес з Влес-Книги» все ж таки має спільні риси з київо-руським Велесом:
- в насиченому язичництвом «Слові о полку Ігоревім» «легендарний бард-поет Боян» названий «онуком Велеса», тобто Велес тут «предок поетів», а не «бог скота-худоби»;
- в «Повісті врем'яних літ» руси князя Ігоря скріплюють свій «договір з Візантією» клятвою «Перуном та Велесом»; з чого можна зробити висновок, що Велес був «богом волхвів, які складали цей договір»; а Перун був «богом воїнів».

Риса «бог бардів та друїдів» є також у кельтського Луга. Риса «бог бардів та волхвів» є древнішою за інші риси, бо зустрічається в давніх джерелах Київської Русі та в кельтській традиції, яка задокументована ще в перших сторіччях н. е. А риса «бог скота» вийшла на перший план пізніше, тоді коли в Київській Русі були знищені волхви й зникла віра в «бога волхвів».
В пізніші, християнські часи функції волхвів в якійсь мірі в Україні виконували козаки-характерники та химородники.

## Етимологія імені «Влес»
Ім'я «Влес, Велес» споріднене з словами, які в Київській Русі означали жерців: «волхв», рос. «волшебник».
Варто зазначити, що назва жерців у кельтів — філід, походить від кельтського «welet-, wel-»= «бачити», тобто філід — це провидець. Це ж «welet-», можливо, генетично пов'язане з «Велес».